# 和歌山操駅
和歌山操駅（わかやまそうえき）は、かつて和歌山県和歌山市手平島2丁目1-1にあった日本国有鉄道の貨物駅である。貨物列車用の操車場（ヤード）を併設していた。当操車場は1986年（昭和61年）11月1日に廃止された。

## 概要
和歌山操車場の敷地面積は約6.9 haもあり、広大な用地を有する操車場であった。開設は1968年（昭和43年）で、和歌山駅にあった貨物業務を和歌山駅の南側2 kmの紀勢本線沿いに移設して建設された。
和歌山操車場跡地は、1987年（昭和62年）の国鉄分割民営化により国鉄清算事業団に帰属することになった。当地には和歌山コンテナセンターが新設されたが、1998年（平成10年）に移転した。跡地は現在、和歌山ビッグホエール・県民交流プラザ 和歌山ビッグ愛・和歌山ビッグウエーブの各施設となっている。
和歌山操車場跡地は、和歌山県内の国鉄跡地としては最大の面積を有しており、早くから再開発が検討されていた。かつ、操車場跡地は和歌山市内の主要幹線道路である国体道路に面しており、和歌山県の玄関であるJR和歌山駅からも近くにあるなど、立地条件が優れていた。紀勢本線宮前駅からも近く、市街地にある大規模な土地であった。

## 歴史
- 1968年（昭和43年）9月1日：和歌山駅の貨物取扱業務を移管する形で開業[1]。
- 1986年（昭和61年）11月1日：廃止[1]。代替として和歌山コンテナセンターが設置される。
- 1987年（昭和62年）4月1日：国鉄分割民営化により、和歌山コンテナセンターはJR貨物が継承する。
- 1997年（平成9年）7月20日：跡地に和歌山ビッグホエールが完成する。
- 1998年（平成10年）
  - 8月3日：和歌山コンテナセンターが移転する。
  - 11月：跡地に県民交流プラザ 和歌山ビッグ愛が完成する。
- 2012年（平成24年）3月4日：和歌山ビッグウエーブが開業する[2]。

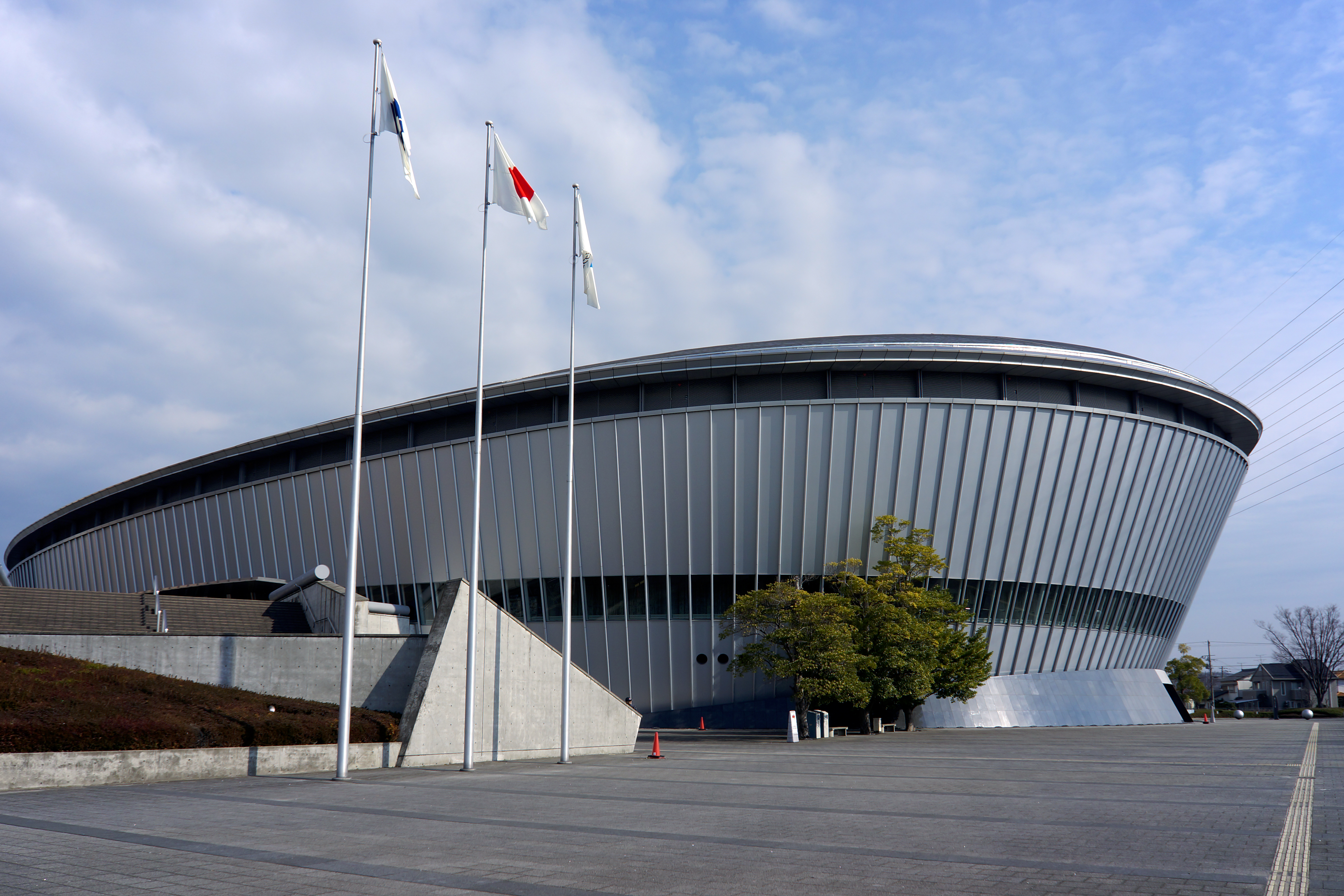
和歌山ビッグホエール
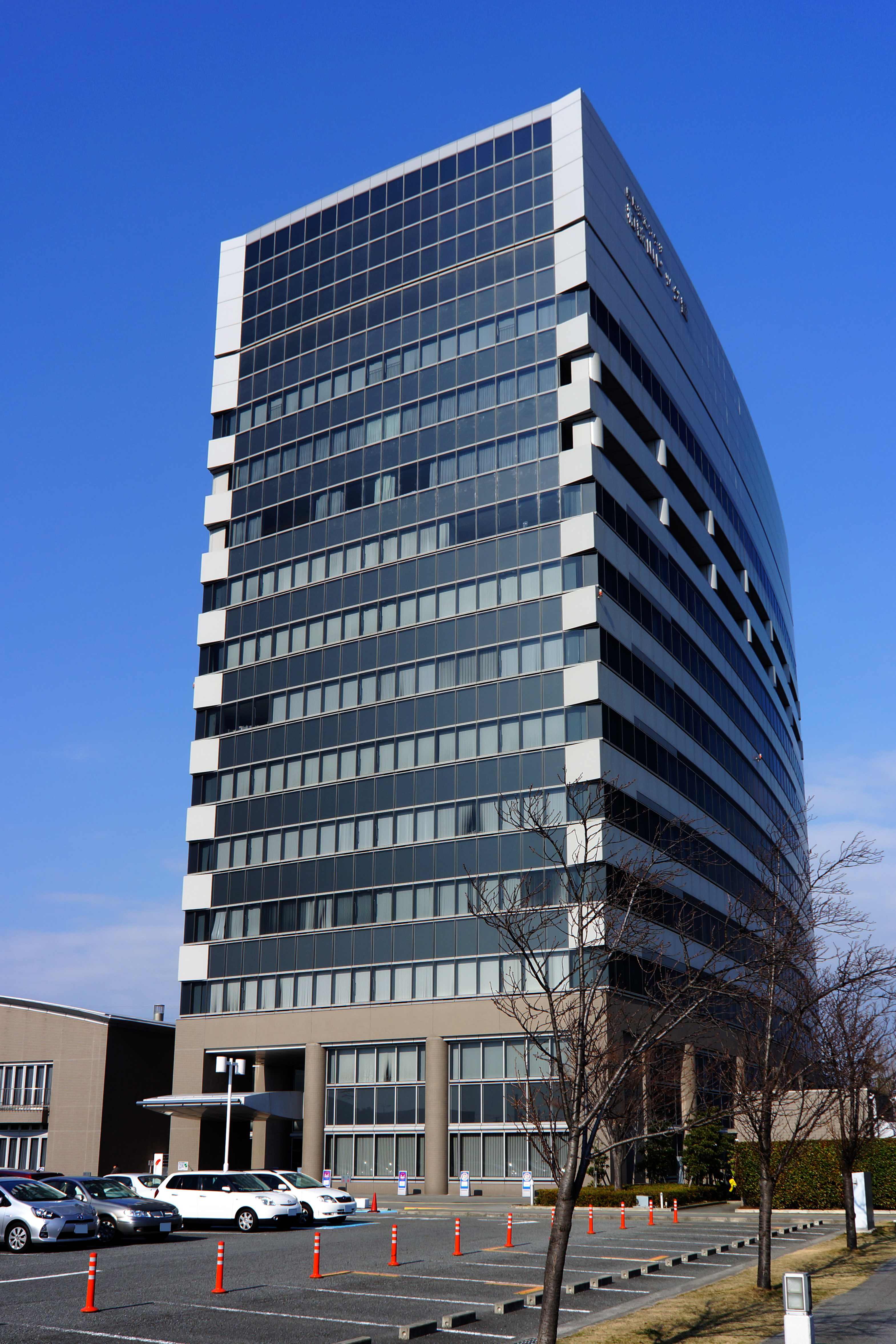
県民交流プラザ 和歌山ビッグ愛
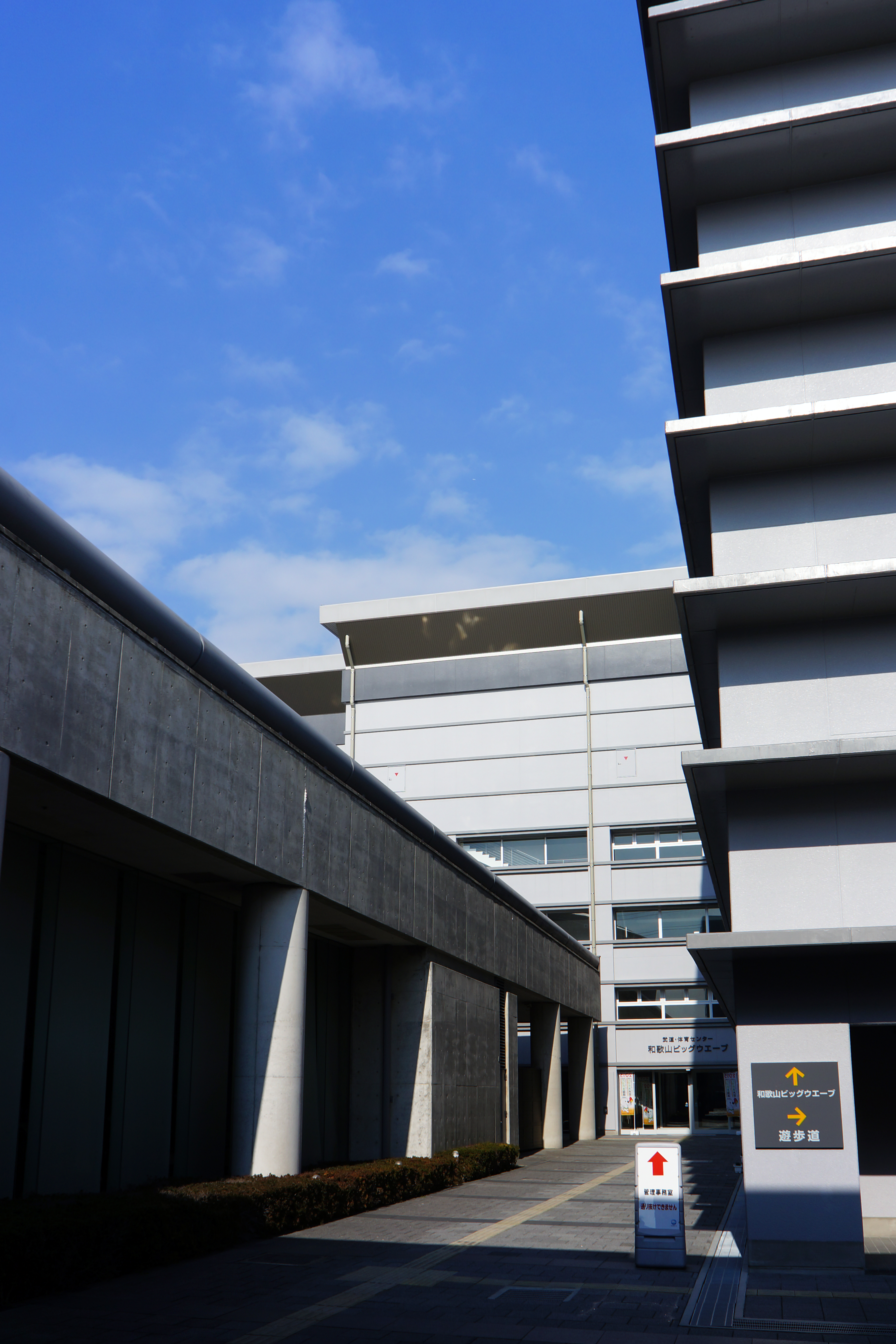
和歌山ビッグウエーブ

## 配置車両
構内に客貨車区又は同支区を配置した時代は同区に事業用車両を配置していたが、駅としては、常備貨車以外に配置車両は無かった。
また、蒸気機関車（SL）や気動車（DC）は、和歌山操駅と和歌山駅をはさんだ反対側にあった和歌山機関区に配置されていた。

## 隣の駅
日本国有鉄道
紀勢本線
和歌山駅 - 和歌山操駅 - 宮前駅